# Обыкновенный прилипало
Обыкновенный прилипало, или полосатая рыба-прилипала, или большой прилипало (лат. Echeneis naucrates), — вид лучепёрых рыб из рода прилипал семейства прилипаловых. Один из двух видов прилипаловых (наряду с акульей реморой), встречающихся в водах России.

## Описание

### Внешний вид и строение
Максимальная длина 110 см, максимальная масса 2,3 кг. 
Тело узкое, веретеновидное, покрыто мелкой округлой чешуёй. Голова уплощённая, нижняя челюсть выдаётся вперёд, зубы мелкие и тонкие. Окраска всего тела, включая брюхо, тёмно-серая, серая или коричневая. Вдоль всего тела от челюстей до основания хвостового плавника проходит широкая тёмно-коричневая полоса с белыми краями сверху и снизу от неё. Полоса прерывается у глаз и грудных плавников. Плавательный пузырь отсутствует, как и у всех рыб семейства прилипаловых. Первый колючий спинной плавник в ходе онтогенеза преобразуется в присоску овальной формы. В присоске 21—27 пластин. Второй спинной и анальный плавники почти симметричные, длинные и находятся близко к хвостовому плавнику.

### Распространение
Широко распространена в тёплых тропических и субтропических водах Мирового океана. Встречается в Средиземном море, однажды эта рыба была встречена в Чёрном море, у берегов Болгарии.
В воды Приморского края заплывает, сопровождая крупных акул и морских черепах, чаще всего в конце лета.

### Образ жизни
Эта рыба прикрепляется к крупным морским животным и совершает длительные миграции, но часто наблюдаются группы свободноплавающих обыкновенных прилипал. Прилипалы, прикрепившиеся к одиночным животным-хозяевам, обычно крепятся к ним разнополыми парами.
Молодь плавает свободно и начинает прикрепляться к плавающим в воде объектам после достижении длины около 40—80 миллиметров. В этом возрасте её «хозяевами» часто бывают некрупные рыбы, такие как кузовки и иглобрюхи.

### Питание
Обыкновенный прилипало кормится в основном мелкими рыбами: сардинами, сельдью, мелкими ставридами. Ещё в их желудках находили кальмаров, осьминогов, креветок и крабов. Молодь кормится зоопланктоном и крошками пищи «хозяев».

### Размножение
Нерест происходит в весенние и летние месяцы, а в Средиземном море — осенью. Икринки округлые, 2,6—2,7 мм, пелагические, прозрачные. В них от 1 до 5 жировых капель жёлтого цвета.

## Обыкновенный прилипало и человек
Как прилов попадают в дрифтерные сети и яруса. Мясо съедобно. На юго-западе Индии регулярно продаётся на базарах. В Торресовом проливе местные жители применяют их для лова морских черепах. В водах Приморского края промыслового значения не имеет.